# Sergej Alekseevič Lebedev
Sergej Alekseevič Lebedev (in russo Серге́й Алексе́евич Ле́бедев?; Nižnij Novgorod, 2 novembre 1902 – Mosca, 3 luglio 1974) è stato un ingegnere sovietico, progettista dei primi computer sovietici.

## Biografia
Si laureò alla Scuola Tecnica Superiore di Mosca nel 1928. Da allora fino al 1946 lavorò presso l'Istituto tecnico superiore moscovita a Mosca e Kiev. Nel 1939 conseguì il titolo di Dottore in Scienze per lo sviluppo della teoria della stabilità artificiale dei sistemi elettrici.
Durante la seconda guerra mondiale, Lebedev lavorò nel settore dei controlli automatici di sistemi complessi. Il suo gruppo progettò un sistema di stabilizzazione della mira delle armi per carri armati e un sistema di guida automatica per missili aerotrasportati. Per eseguire questi compiti Lebedev sviluppò un sistema informatico analogico per risolvere le equazioni differenziali ordinarie.
Dal 1946 al 1951 diresse l'Istituto elettrotecnico di Kiev dell'Accademia delle scienze ucraina, lavorando sul miglioramento della stabilità dei sistemi elettrici. Per questo lavoro ha ricevuto il premio Stalin nel 1950.
Nel 1948 Lebedev apprese da riviste straniere che gli scienziati occidentali stavano lavorando alla progettazione di computer elettronici, sebbene i dettagli fossero segreti. Nell'autunno dello stesso anno decise di concentrare il lavoro del suo laboratorio sulla progettazione di calcolatori. Il primo computer di Lebedev, MESM, fu completato prima della fine del 1951. Nell'aprile 1953 la commissione statale accettò il BESM-1 come operativo ma il computer non fu prodotto in serie a causa dell'opposizione del Ministero della costruzione di macchine e strumenti, che aveva sviluppato una propria macchina più debole e meno affidabile.
Lebedev iniziò quindi lo sviluppo di un nuovo computer più potente, l'M-20, dove il numero indica la velocità di elaborazione prevista di ventimila operazioni al secondo. Nel 1958 la macchina fu accettata come operativa e messa in produzione in serie. Contemporaneamente il BESM-2, uno sviluppo del BESM-1, entrò in produzione in serie. Sebbene il BESM-2 fosse più lento dell'M-20, era più affidabile. È stato utilizzato per calcolare le orbite dei satelliti e la traiettoria del primo razzo a raggiungere la superficie della Luna. Lebedev e il suo team hanno sviluppato molti altri computer, in particolare il BESM-6, rimasto in produzione per 17 anni.
Nel 1952 Lebedev divenne professore all'Istituto di fisica e tecnologia di Mosca. Dal 1953 fino alla sua morte fu direttore dell'attuale Istituto di Meccanica di Precisione e Ingegneria Informatica.
Lebedev morì a Mosca ed è sepolto nel cimitero di Novodevičij.
Nel 1996 l'IEEE Computer Society ha riconosciuto a Sergej Lebedev un Computer Pioneer Award per il suo lavoro nel campo della progettazione di computer e per il suo ruolo fondativo nell'industria informatica sovietica.